# Jan Chrzciciel Dembiński
Jan Chrzciciel Dembiński herbu Rawicz (zm. 1770) – cześnik krakowski w 1735 roku, cześnik zatorski w latach 1734–1735, szambelan Augusta II Mocnego w 1726 roku, wójt latyczowski w 1750 roku.
Sędzia kapturowy proszowicki w 1733 roku. W 1735 roku podpisał uchwałę Rady Generalnej konfederacji warszawskiej.
Pochowany w kościele kapucynów w Krakowie.